# 손에루아르주의 캉통
프랑스 손에루아르주에는 총 29개의 캉통이 속해 있다. 2015년 3월 행정구역 총개편으로 인해 현재는 다음과 같이 설치되어 있다.
- 오툉 1
- 오툉 2
- 블랑지
- 샤니
- 샬롱쉬르손 1
- 샬롱쉬르손 2
- 샬롱쉬르손 3
- 라샤펠드갱셰
- 샤롤
- 쇼펠
- 클뤼니
- 르크뢰소 1
- 르크뢰소 2
- 키조
- 디구앵
- 제르지
- 지브리
- 귀외뇽
- 위리니
- 루앙
- 마콩 1
- 마콩 2
- 몽소레민
- 우루쉬르손
- 파레르모니알
- 피에르드브레스
- 생레미
- 생발리에
- 투르뉘